# ویلیام اس. گری
ویلیام اس. گری (انگلیسی: William S. Gray؛ ‏ ۲۶ اوت ۱۸۹۶ – ۱۶ دسامبر ۱۹۴۶) تدوین‌گر اهل ایالات متحده آمریکا بود.
از فیلم‌هایی که وی در آن‌ها نقش داشته‌است، می‌توان به مادام اکس، نمایش هالیوود ۱۹۲۹، خون ورزشی، سیاست و زیگفلد کبیر اشاره نمود.